# Brent Forrester
Brent Forrester (* 12. května 1967 Los Angeles) je americký scenárista a producent, který získal šest cen Emmy. V letech 1993–1997 napsal několik epizod animovaného seriálu Simpsonovi. Jako scenárista pracoval na The Ben Stiller Show, Mr. Show with Bob and David, Undeclared, Super Fun Night a Kanclu. Působil jako hlavní scenárista a vedoucí producent seriálů Tatík Hill a spol., Love, Kancl a Space Force. Forrester je také autorem scénářů k celovečerním filmům.

## Raný život
Brent Forrester, syn lékaře Jamese S. Forrestera, vyrůstal v Malibu v Kalifornii. Jako student na Kolumbijské univerzitě pracoval ve studentské univerzitní televizní stanici a po návratu do Los Angeles začal pracovat jako televizní scenárista.

## Kariéra
Forrester psal pro seriál Simpsonovi v letech 1993–1997. Díl Homerpalooza byl natočen podle povídky Davida X. Cohena, ačkoli scénář napsal Forrester. Kvůli výzkumu pro tuto epizodu se Forrester vydal na jeden z koncertů Lollapalooza, což se nakonec ukázalo jako otřesný zážitek. Několik vtipů v epizodě vychází z jeho zážitků: kamery (včetně jeho vlastní) byly zabavovány a házeny do odpadků, bylo tam mnoho reklam, několik „kyselých obličejů teenagerů“, skutečná freak show a v jednu chvíli k Forresterovi přistoupil cizinec a zeptal se ho: „Jak to jde, narku?“.
Forrester působil také jako vedoucí producent seriálu Tatík Hill a spol. a psal scénáře pro The Ben Stiller Show, Mr. Show with Bob and David a Undeclared. Působil jako scenárista a poradní producent seriálu Kancl. Napsal sedm dílů tohoto seriálu, režíroval také sérii webových epizod tohoto seriálu z roku 2008 a napsal webový seriál pro NBC.com In Gayle We Trust.
Je autorem scénáře k filmu Blbouni z roku 1996.
V květnu 2012 se stal vedoucím producentem závěrečné sezóny seriálu Kancl, v roce 2014 společnost Netflix oznámila dvouřadový komediální seriál s názvem Love, který společně vytvořili režisér Judd Apatow, Paul Rust a Lesley Arfinová a Forrester byl jeho vedoucím producentem. V letech 2019–2020 byl Forrester vedoucím producentem seriálu Space Force režiséra Grega Danielse se Stevem Carellem v hlavní roli.

## Scenáristická filmografie

### DílySimpsonových
6. řada
- Homer versus Patty a Selma
- Trojský citron

7. řada
- Dvaadvacet krátkých filmů o Springfieldu
- Homerpalooza

### DílyMr. Show
- The Return of the Curse of the Creature's Ghost
- Rudy Will Await Your Foundation

### DílyUndeclared
- The Perfect Date

### DílyKanclu
3. řada
- Integrační obřad
- Škola života
- Reklamace (s Justinem Spitzerem)

4. řada
- Pracovní kázeň (s Justinem Spitzerem)

5. řada
- Business Trip
- Blood Drive

6. řada
- Mafia
- New Leads

7. řada
- The Search

9. řada
- Work Bus
- A.A.R.M.

### DílyLove
1. řada
- One Long Day (s Lesley Arfinovou a Paulem Rustem)
- The Table Read

### DílyCorn & Peg
- Buddy Bench

## Režijní filmografie

### DílyKanclu
5. řada
- Casual Friday

6. řada
- New Leads

8. řada
- Test the Store

9. řada
- The Target